# Verwaltungsgemeinschaft Schirgiswalde
Die Verwaltungsgemeinschaft Schirgiswalde war bis zum 31. Dezember 2010 eine Verwaltungsgemeinschaft im Freistaat Sachsen im Landkreis Bautzen. Sie lag im Süden des Landkreises, zirka 12 km südlich der Kreisstadt Bautzen im Oberlausitzer Bergland an der Spree. Die in der Verwaltungsgemeinschaft zusammengeschlossen gewesenen Ortschaften fusionierten zum 1. Januar 2010 zur Stadt Schirgiswalde-Kirschau.

## Ehemalige Mitgliedsgemeinden mit Ortsteilen
- Schirgiswalde mit den Ortsteilen Schirgiswalde und Neuschirgiswalde
- Crostau mit den Ortsteilen Crostau (sorb. Chróstawa), Callenberg (Chemberk), Carlsberg, Halbendorf (Wbohow) und Wurbis (Wjerbjež)
- Kirschau mit den Ortsteilen Kirschau (Korzym), Bederwitz (Bjedrusk), Kleinpostwitz (Bójswecy), Rodewitz (Rozwodecy) und Sonnenberg (Słónčna Hora)